# كارميلو مارتينيز
كارميلو مارتينيز (بالإنجليزية: Carmelo Martínez)‏ هو لاعب كرة قاعدة أمريكي، ولد في 28 يوليو 1960 في Dorado, Puerto Rico ‏ في الولايات المتحدة.

## وصلات خارجية
- كارميلو مارتينيز على موقع دوري كرة القاعدة الرئيسي (الإنجليزية)
- كارميلو مارتينيز على موقع الدوري الياباني لكرة القاعدة (الإنجليزية)
- كارميلو مارتينيز على موقعبيزبول رفرنس.كوم (الدوري الرئيسي) (الإنجليزية)
- كارميلو مارتينيز على موقعبيزبول رفرنس.كوم (الدوري الثانوي) (الإنجليزية)
- كارميلو مارتينيز على موقع إي إس بي إن.كوم (أم.أل.بي) (الإنجليزية)
- كارميلو مارتينيز على موقع مشجعي الرسوم البيانية (الإنجليزية)